# The Brave (série de televisão)
The Brave é uma série americana de drama militar que retrata as missões de uma equipe de operações secretas de elite da Defense Intelligence Agency, semelhante à do Grupo de Operações Especiais da CIA. A série é estrelado por Anne Heche e Mike Vogel, e foi criado por Dean Georgaris. A série estreou em 25 de setembro de 2017, na NBC.
Em 11 de maio de 2018, a NBC cancelou a série após uma temporada.

## Sinopse
A série gira em torno dos sacrifícios profissionais e pessoais que os militares têm que enfrentar em missões de guerra. Patricia Campbell (Anne Heche), vice-diretora da Defense Intelligence Agency, e sua equipe de analistas têm a mais avançada tecnologia de vigilância em suas mãos. Capitão Adam Dalton (Mike Vogel), ex-Comandante da Força Delta, diretor de comunicação da equipe, ele tem a missão de encontrar um médico americano que foi sequestrado e deve fazer a missão sã e salva. Assim, seu esquadrão altamente qualificado deve salvar a vida de pessoas inocentes e enfrentar as missões mais perigosas do mundo.

## Elenco e personagens

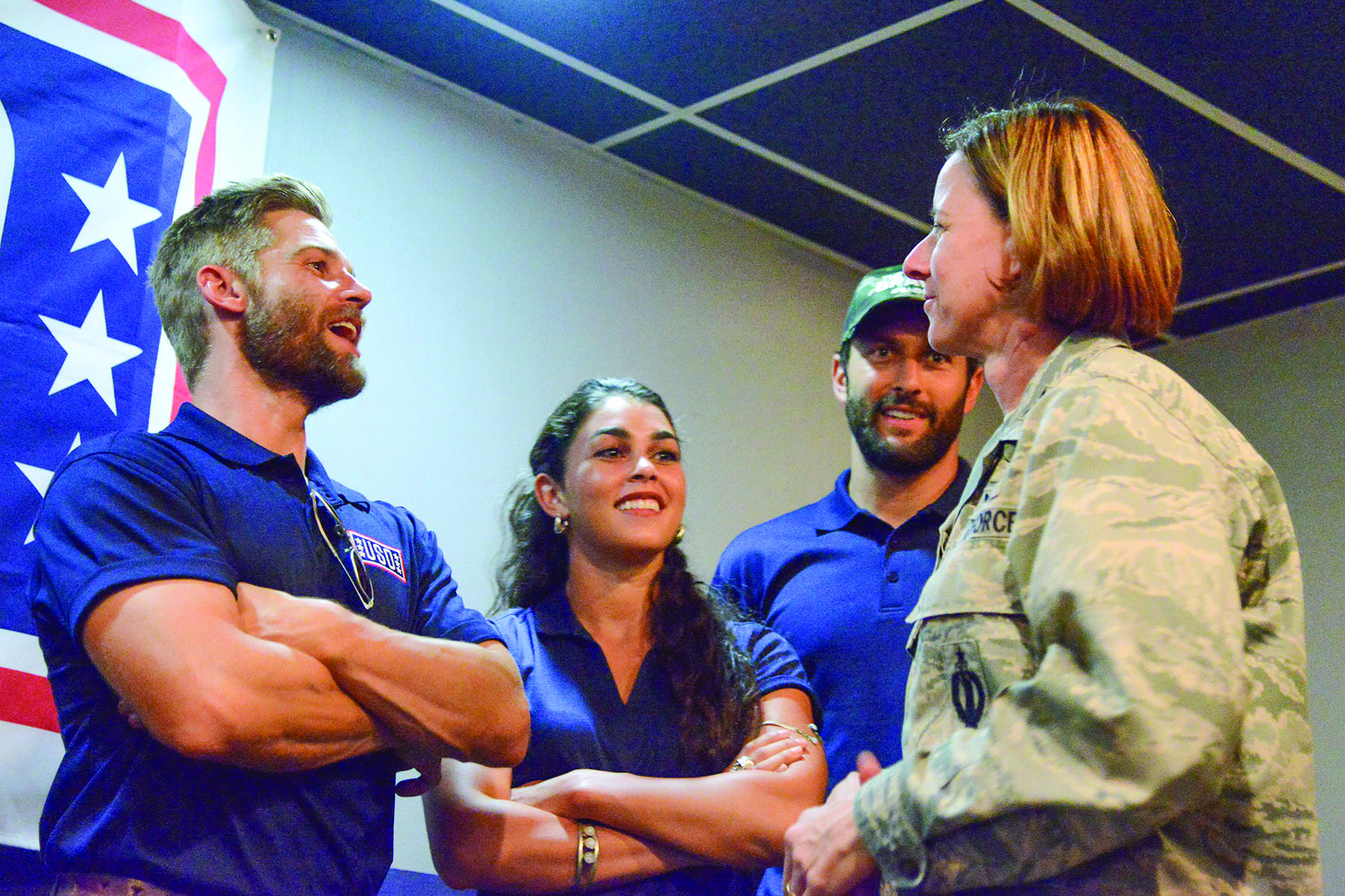
Da esquerda, os membros do elenco Mike Vogel, Natacha Karam e Noah Mills conversam com o 377º Comandante da Ala Wing da Base Aérea Coronel Dawn Nickell em 2017

### Principais
- Anne Heche como Diretora Adjunta da Agência de Inteligência de Defesa Patricia Campbell.[3]
- Mike Vogel como Major Adam "Top" Dalton, ex-operador da Força Delta, diretor de comunicações da equipe.[4]
- Tate Ellington como Noah Morgenthau, analista da DIA e ex-agente da CIA.[5]
- Demetrius Grosse como CPO Ezekiel "Preach" Carter, um ex-SEAL da Marinha dos EUA.[6]
- Natacha Karam como Sargento Jasmine "Jaz" Khan, a atiradora da equipe.[5]
- Noah Mills como Sargento Joseph J. "McG" McGuire, médico de combate da equipe, um ex-operador da Força Delta.[7]
- Sofia Pernas como Hannah Rivera, uma ex-agente que se tornou analista na DIA.[8]
- Hadi Tabbal como Agente Amir Al-Raisani, diretor de inteligência e mais novo membro da equipe.[5]

### Recorrente
- Bahram Khosraviani como Qassem Javad.[9]

## Produção
A NBC encomendou o piloto para a série em 4 de maio de 2017, juntamente com Rise, tornando as duas séries as primeiras encomendas da série regular para a programação de televisão da rede dos Estados Unidos 2017–18. Em maio de 2017, a NBC anunciou que Matt Corman e Chris Ord seriam os showrunners da série.
Em uma carta publicada pela campanha 'Renew The Brave', a estrela convidada Naren Weiss escreveu sobre a série, assim como seu raciocínio para assumir um dos papéis antagonistas da série, enfatizando a importância do personagem e personagem de Hadi Tabbal (Amir Al-Raisani) em termos de paisagens políticas e de entretenimento da época. Apesar desta e de várias outras campanhas de fãs, a série não foi renovada para uma segunda temporada.